# Chogolisa
Le Chogolisa, sommet pakistanais, est situé dans le Karakoram. Il comporte en fait plusieurs sommets :
- le Chogolisa I (7 665 m) côté sud-ouest ;
- le Chogolisa II (7 654 m, ou Bride Peak, littéralement « pic de la mariée ») côté nord-est.

C'est le Chogolisa II qui fut nommé Bride Peak par William Martin Conway en 1892.

## Ascensions
- 1909 - Une expédition menée par le duc des Abbruzzes[1] atteint l'altitude de 7 498 m le 17 juillet. Elle est stoppée par le mauvais temps et les corniches qui rendent la progression dangereuse mais, échouant à 150 mètres du sommet, elle établit un nouveau record d'altitude[2].
- 1957 - Hermann Buhl et Kurt Diemberger tentent l'ascension après avoir vaincu le Broad Peak quelques semaines auparavant. Le 25 juin, ils quittent le camp I et campent sur une selle neigeuse à 6 706 m sur l'arête sud-ouest. Le mauvais temps les contraint à faire demi-tour et le 27 juin Buhl, trompé par le brouillard, chute d'une corniche et disparaît. Son corps n'a jamais été retrouvé.
- 1958 - Première ascension du Chogolisa II des grimpeurs M. Fujihira et K. Hirai lors d'une expédition japonaise de l'université de Kyoto menée par T. Kawabara. Équipés d'appareils à oxygène, ils atteignent le sommet le 4 août.
- 1975 - Le 2 août, première ascension du Chogolisa I par Fred Pressl et Gustav Ammerer lors d'une expédition autrichienne menée par Eduard Koblmuller (ce dernier chuta, comme Buhl, sur une corniche mais fut retenu grâce à sa corde).

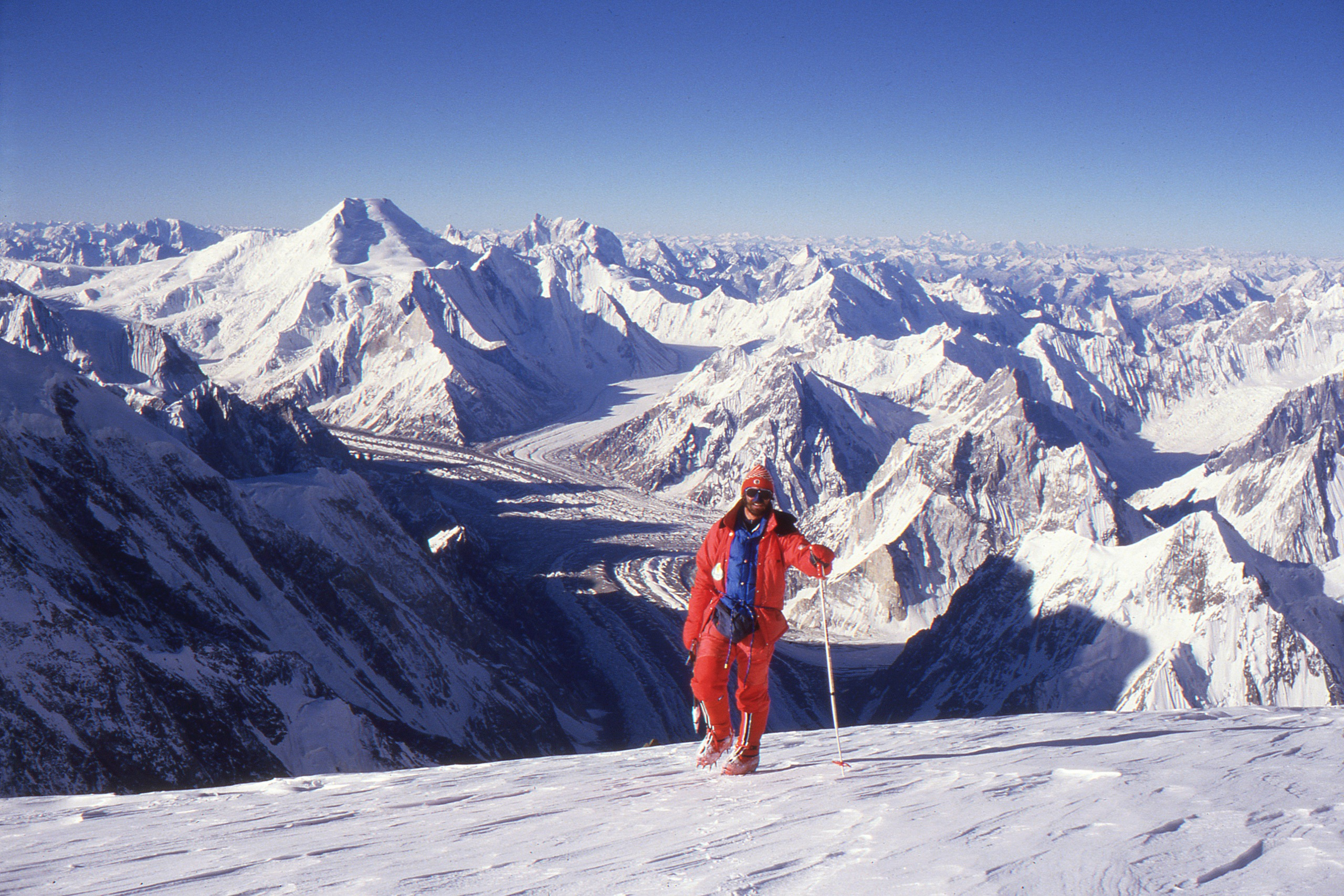
Le Chogolisa (à gauche) depuis le K2.
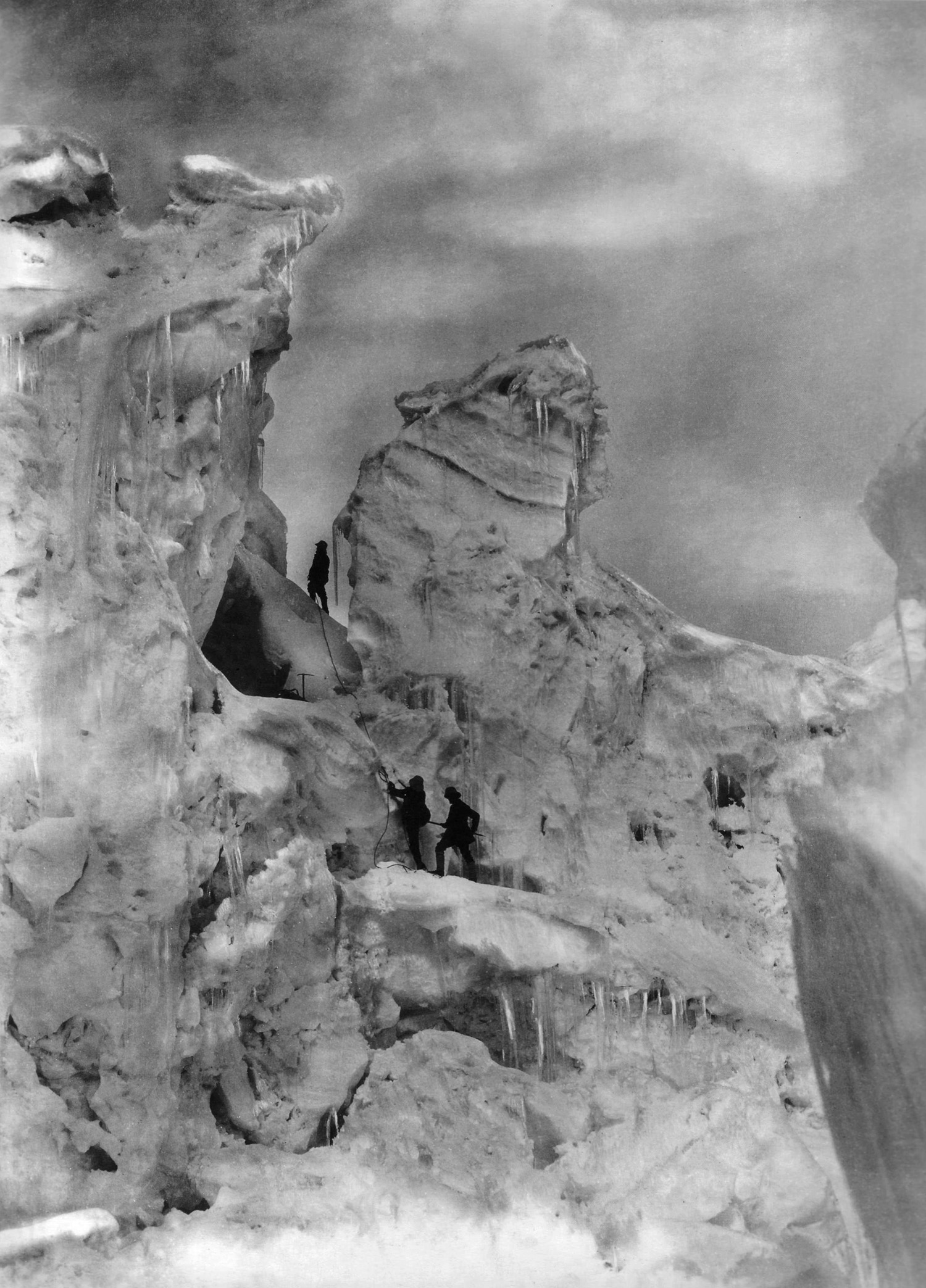
Tentative d'ascension en 1909.